# Національний пам'ятник кайзеру Вільгельму

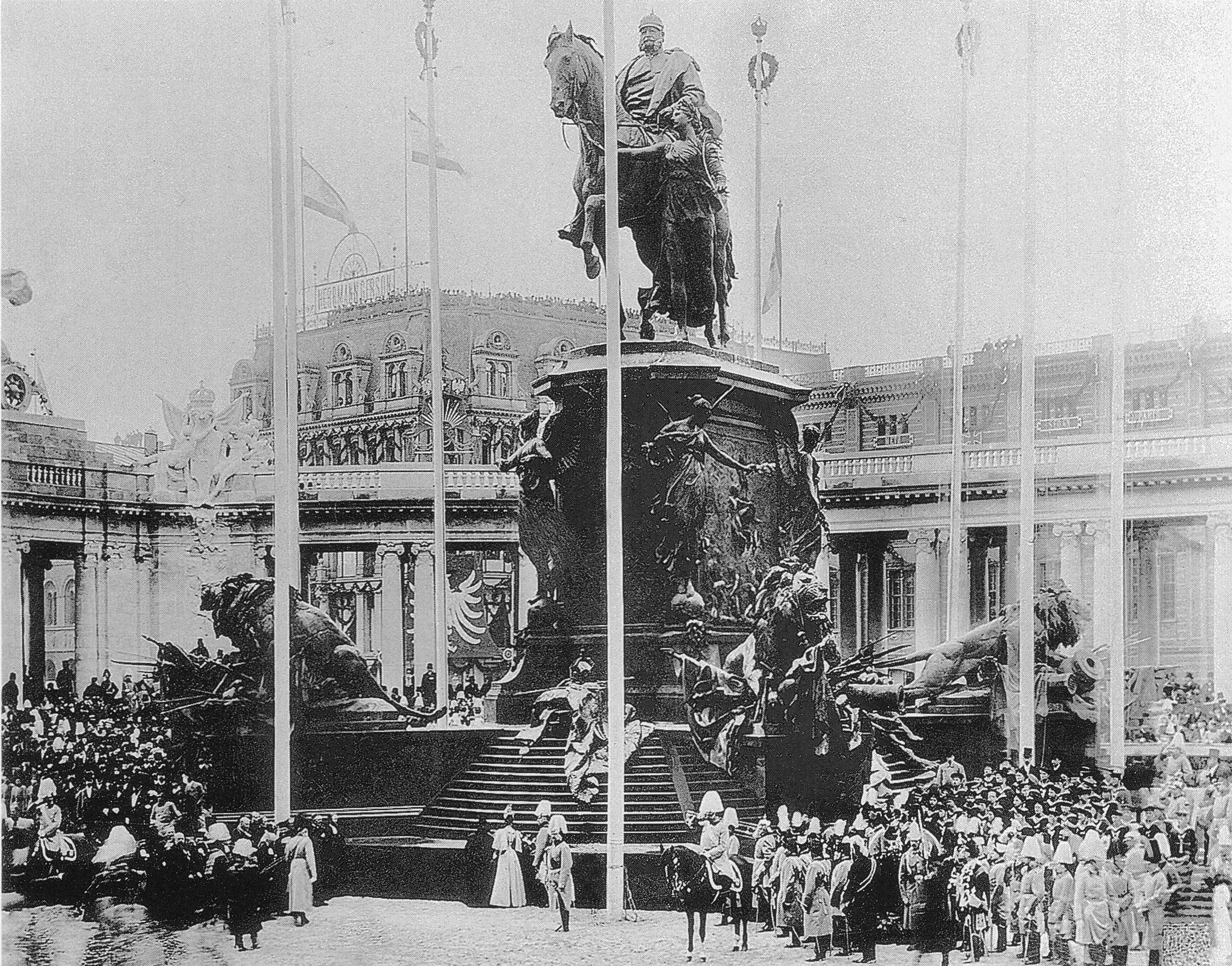
Церемонія відкриття національного пам'ятника кайзеру Вільгельму. 1897р.

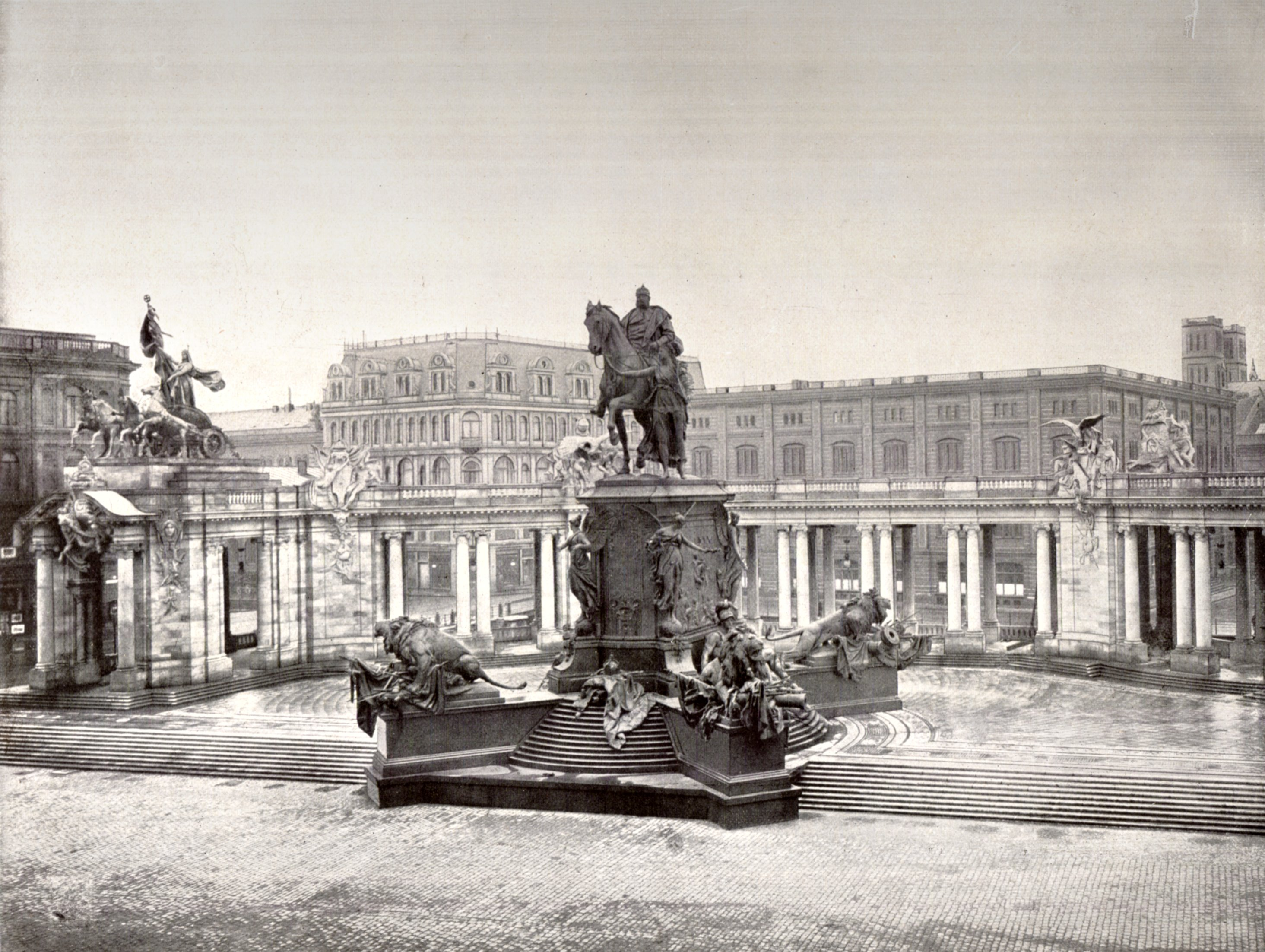
Національний пам'ятник кайзеру Вільгельму. 1900р.

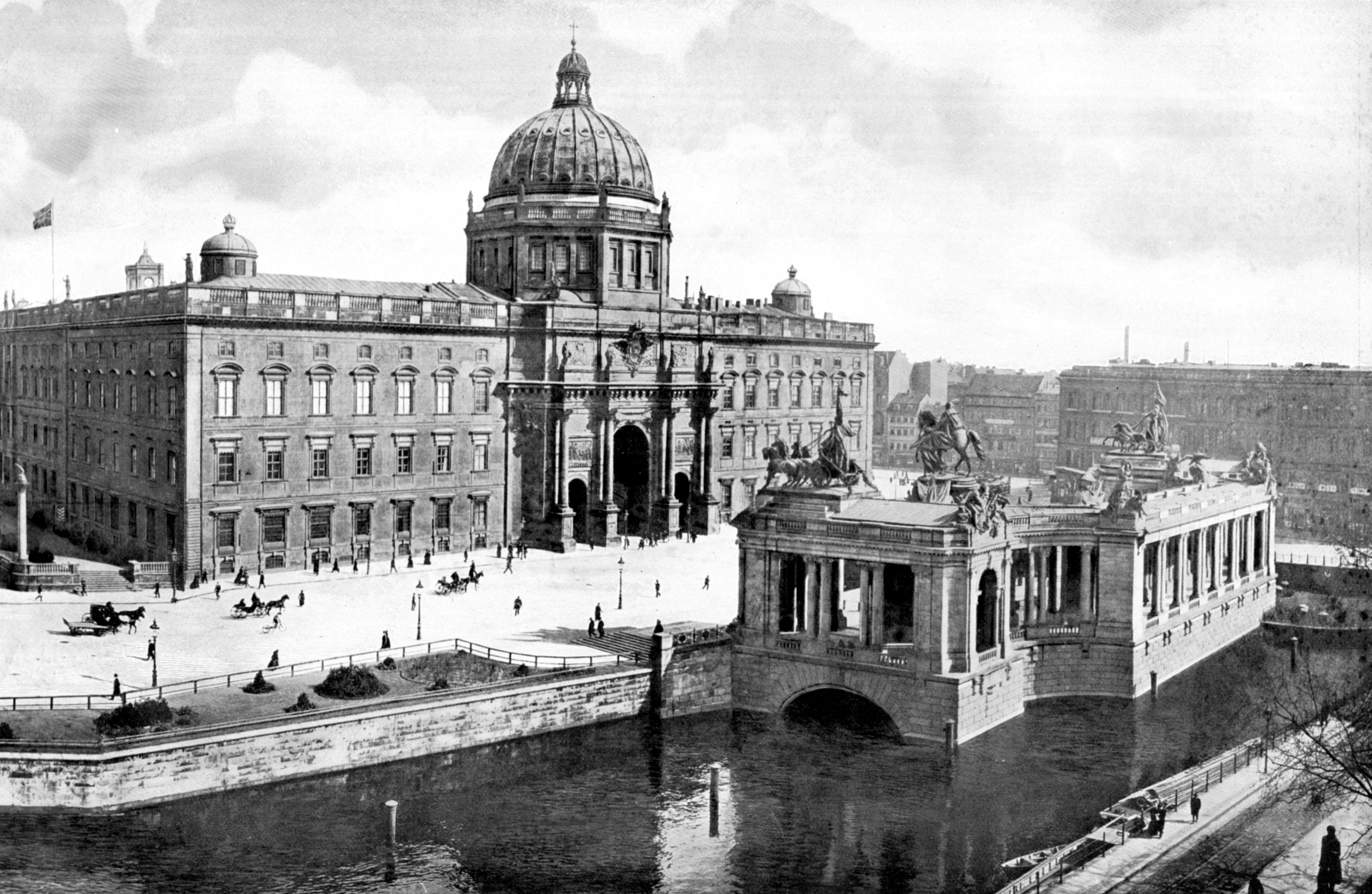
Колоннада пам'ятника кайзеру Вільгельму на тлі Міського палацу. 1900р.

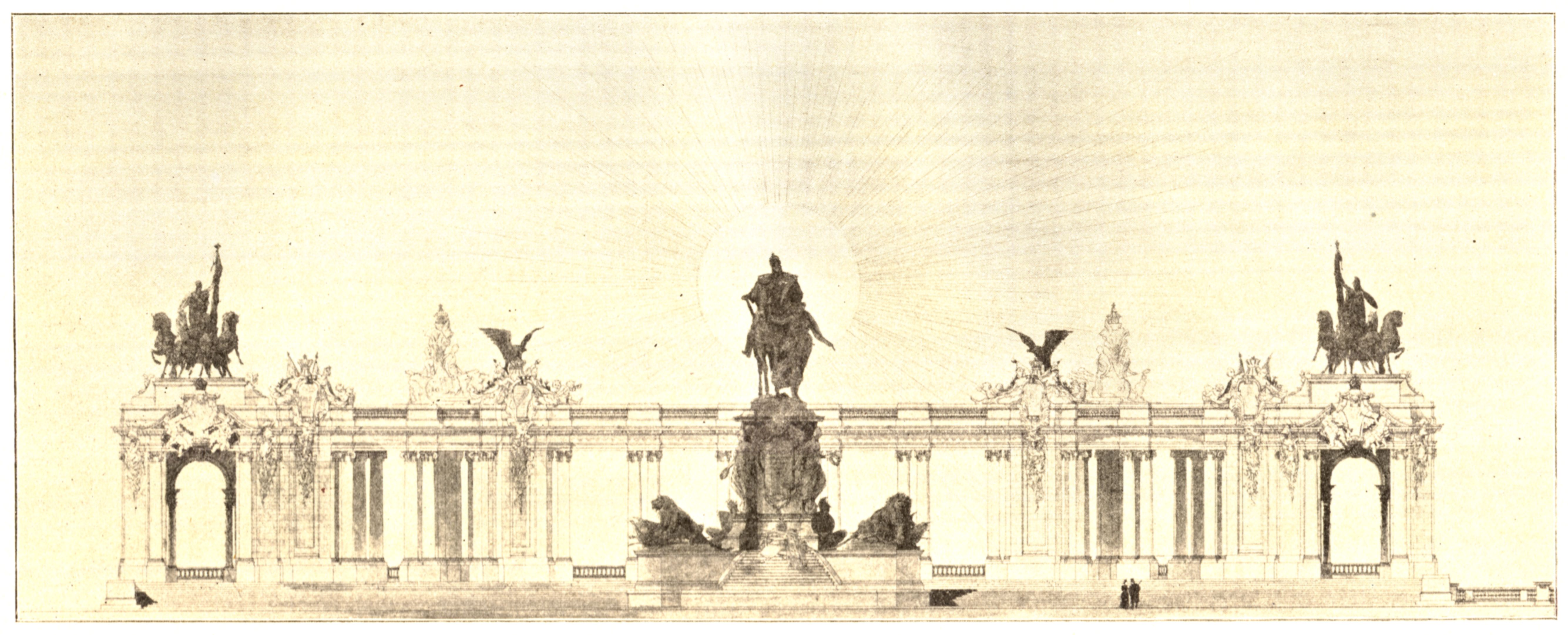
Проект пам'ятника роботи Бегаса і Гальмгубера. 1896р.

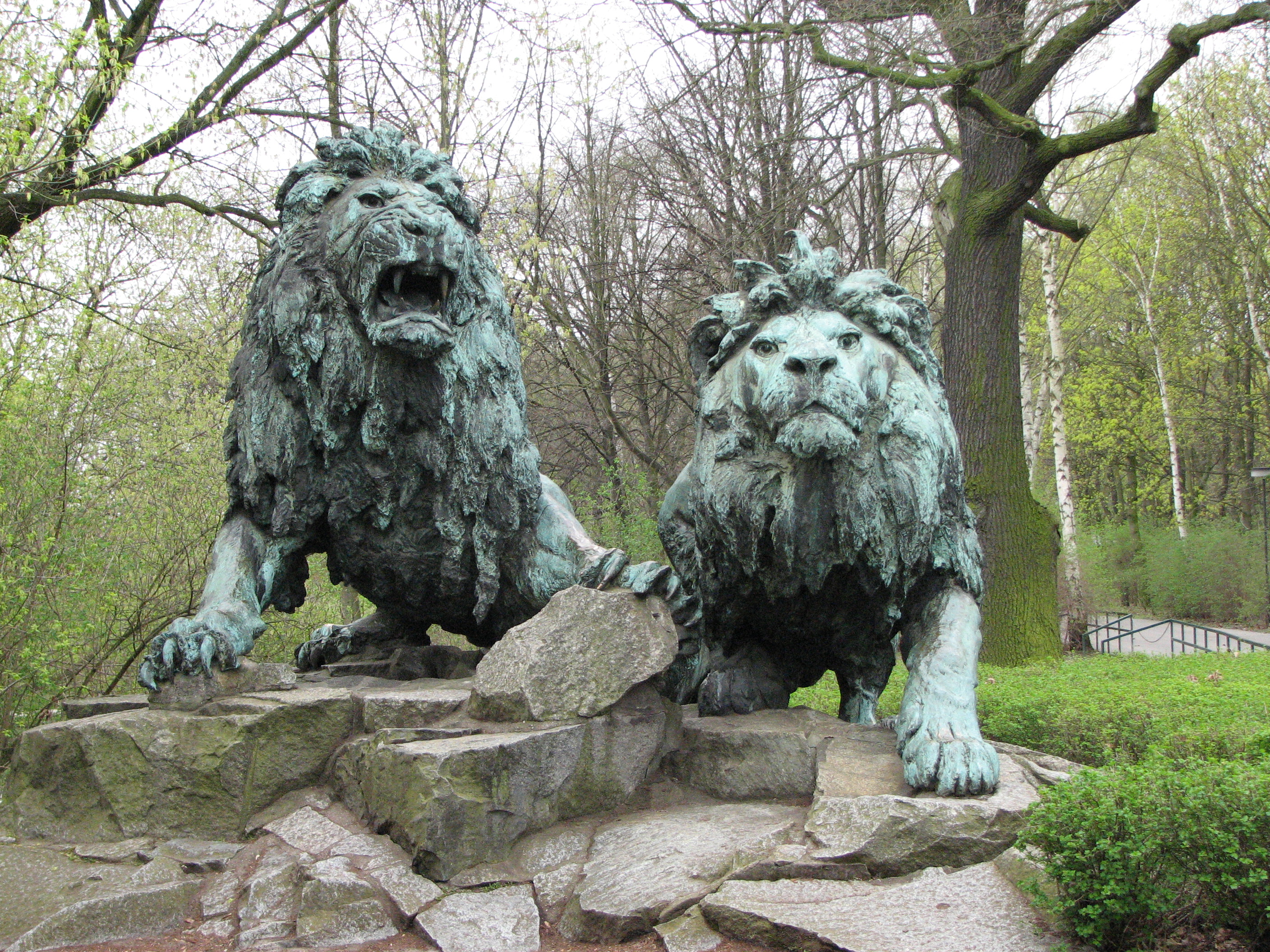
Скульптура з групою левів у тірпарку Фрідріхсфельде.

Національний пам'ятник кайзеру Вільгельму (нім. Kaiser-Wilhelm-Nationaldenkmal Kaiser-Wilhelm-Nationaldenkmal) — кінна статуя першого німецького імператора Вільгельма I робота Рейнгольда Бегаса, яка не збереглася. Перебувала у центрі Берліна на площі Шлосфрайхайт навпроти порталу Еозандера із західної частини Міського палацу на березі Купферграбена. Шедевр роботи Рейнгольда Бегаса у стилі необароко поруч із алеєю Перемоги й національним пам'ятником Бісмаркові, спочатку встановленим біля Рейхстага,  являє собою взірець пам'ятника епохи вільгельмінізма. Створення пам'ятника безпосередньо контролював кайзер Вільгельм II. Пам'ятник без особливої шкоди пережив Другу світову війну, але був зруйнований у 1950 році через рішення керівництва НДР через ідеологічні мотиви.
Через рік після смерті кайзера Вільгельма у 1888 році трьох імператорів у Німеччині був оголошений публічний конкурс на проект головного національного пам'ятника німецькому імператорові на Палацовій площі у Берліні. У цьому конкурсі переміг проект імператорського форуму, запропонований архітектором Бруно Шмітцем. Пізніше цей проект був визнаний невдалим, і у 1891 році був проведений новий, уже закритий конкурс, на який запросили всього вісім скульпторів. Пам'ятник кайзеру планували встановити вже у західного фасаду Міського палацу на Шлосфрайхайт. Мабуть, по наполяганню Вільгельма II до конкурсу були залучені також Рейнхольд Бегас і мюнхенский скульптор Вільгельм тлу Рюман. Дізнавшись про це, більша половина уже запрошених скульпторів відмовилася від участі в цьому конкурсі. Як і очікувалося, у конкурсі першу премію отримав улюбленець кайзера Бегас, який створив скульптурний ансамбль разом зі своїми учнями. Архітектурну частину проекту виконав штутгартский архітектор Густав Гальмгубер. Цьому творчому дуету Бегаса й Гальмгубера вдалось перемогти проект придворного радника по будівництву Ернста тлу Іне.
Реалізація проекту пам'ятника розпочалася у червні 1894 року із знесення ряду будівель на площі Шлосфрайхайт. Перший камінь в основі пам'ятника був закладений 18 серпня 1895 року, у день 25-річчя битви при Сен-Пріва — Гравелот. Урочиста церемонія відкриття національного пам'ятника у присутності численних почесних гостей відбулася 22 березня 1897 року у рамках десятиденного святкування століття з дня народження імператора Вільгельма. Національний пам'ятник кайзеру Вільгельму обійшовся у чотири мільйони золотих марок, дуже значну суму для того часу. Пам'ятник відверто критикували за його величезні розміри й небачену форму. Висота споруди склала приблизно 21 м, висота кінної статуї — 9 м. Зі сторони лівої руки вершника кайзера супроводжував геній миру у вигляді ніжної жінки. Бронзовий постамент, на кутах якого на сферах літали чотири богині перемоги, з фронтальної сторони прикрашав підпис «Вільгельм Великий, німецький імператор, король Пруссій 1861—1888рр.», а з іншої сторони — «У знак подяки й любові. Німецький народ». На гранітних сходинках, які вели до постаменту, розмістили дві монументальні статуї, створені Евгением Бермелем: з північної сторони — «Війна», з південної — «Мир». По кутах цоколя пам'ятника чотири лева охороняли воєнні трофеї. Невдовзі пам'яток Вільгельму отримав саркастичне прізвисько «Вільгельм у рву левів», натякавши на біблійний сюжет популярної у ті часи картини Брайтона Рів'єра із зображенням пророка Даніїла в оточенні левів. Пам'ятник критикували як жахливий взірець манер  деяких скульпторів обробляти непогані по суті статуї непотрібними деталями: крім кайзера і його коня на пам'ятку були представлені 19 напівроздягнених жінок, 22 чоловіка й 12 дітей. Берлінці назвали новий національний пам'ятник ще й «зоопарком Вільгельма II», через те, що на пам'ятнику були зображені 21 кінь, два віслюка, 8 овець, чотири лева, 16 кажанів, 6 мишей, одна білка, 10 голубів, дві ворони, два орла, 16 філінів, один зимородок, 32 ящірка, 18 змії, один карп, одна жаба, 16 раків, усього 157 представників фауни.
Високий постамент пам'ятника на дев'ятьох ступенів був виготовлений з ідеально обробленого шведського граніту з Вірбо й дозволяв проводити національні свята. Ансамбль статуй, що складався з коней із трьох сторін був оточений колонадою іонічного ордера з пісковика з кольоровою мозаїчною підлогою, яку по обох боках завершували два купових павільйони. На карнизі колонади у передній частині чотири скульптури символізували королівства Пруссію (роботи Петера Крістіана Брейера), Баварію (роботи Серпня Гауля), Саксонію (роботи Серпня Крауса) і Вюртемберг (роботи Брейера). Чотири скульптурні групи на фронтальній стороні біля Шпрее називались «Торгівля й судноплавство», «Мистецтво», «Наука» і «Землеробство й промисловість». Південний кутовий павільйон прикрашала бронзова квадрига Баварії роботи Карла Ґанса Берневіца. Пандан до його на північному кутовому павільйоні, квадригу Боруссії, створив Іоганнес Гец.
Пам'ятник кайзеру Вільгельму отримав пошкодження через бої у Листопадову революцію. У результаті чого почалися дискусій було ухвалене рішення щодо відновлення пам'ятника, а не його руйнування. У Другу світову війну національний пам'ятник у Міського палацу витримав без значних пошкоджень. Зимою 1949—1950 роках влада НДР все-таки вирішила знести пам'ятник до цоколя. Рішення носило виключно політичний характер, як і у ставленні незадовго до цього Міського палацу. Цоколь національного пам'ятника кайзеру Вільгельму, визнаний пам'ятником архітектури, який зберігся до нашого часу й розташований у південно-західної сторони Палацової площі. Від зруйнованого національного пам'ятника також збереглися дві скульптури левів, які без трофеїв у трохи зміненому дизайні попарно встановлені біля павільйону хижаків «Дім Альфреда Брема» в зоопарку Фрідріхсфельде. Одна з скульптур орла роботи Августа Гауля перебуває у власності Бранденбургского музею й перебуває у його внутрішнім дворі. Інші скульптурні елементи зруйнованого пам'ятника кайзеру Вільгельму були знищені.
На місці національного пам'ятника кайзеру Вільгельму планувалося встановити пам'ятник Свободі й єдності у честь возз'єднання Німеччини у 1990 році, але у квітні 2016 року у кінцевім підсумку від реалізації цього проекту відмовилися через фінансові проблеми. 11 листопада 2016 року бундестаг ухвалив рішення про реконструкцію на старій Шлосфрайхайт історичної колонади пам'ятника, вартість цих робіт була оцінена в 18,5 млн євро.